# Juan de Moreto

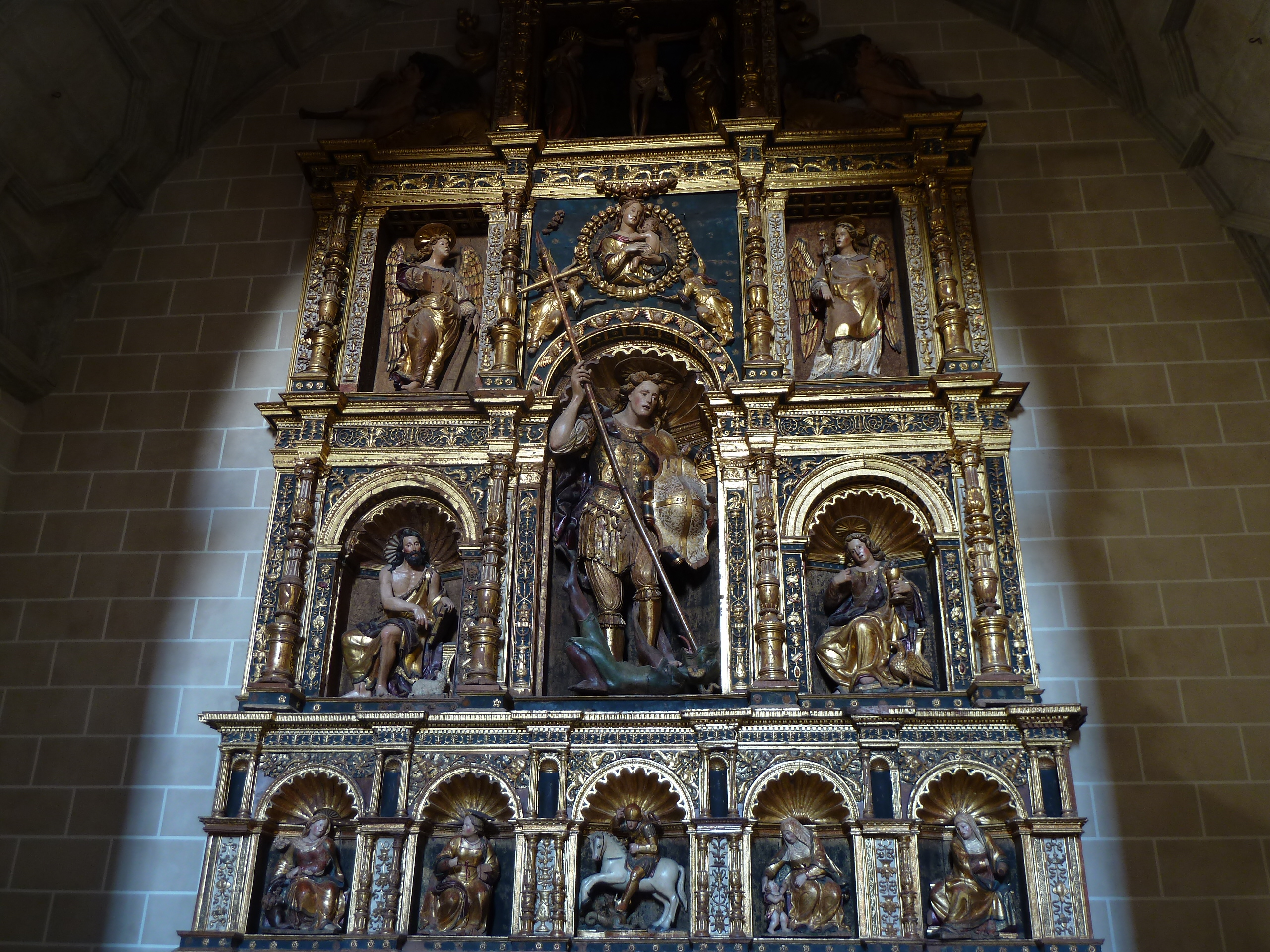
Retablo de San Miguel, Catedral de Jaca.

Juan de Moreto (Florencia, Italia - Zaragoza, 1547) fue un arquitecto y escultor florentino establecido en España en 1520 o quizá algunos años antes, padre de Pedro Moreto (1521- 1555) y cuñado de Esteban de Obray, ambos escultores también. Es conocido fundamentalmente por ser uno de los artífices del Coro mayor de la Basílica del Pilar, interviniendo tanto en la mazonería del órgano como, fundamentalmente, en los relieves de los más de 130 sitiales que compusieron su sillería.

## Vida y obra

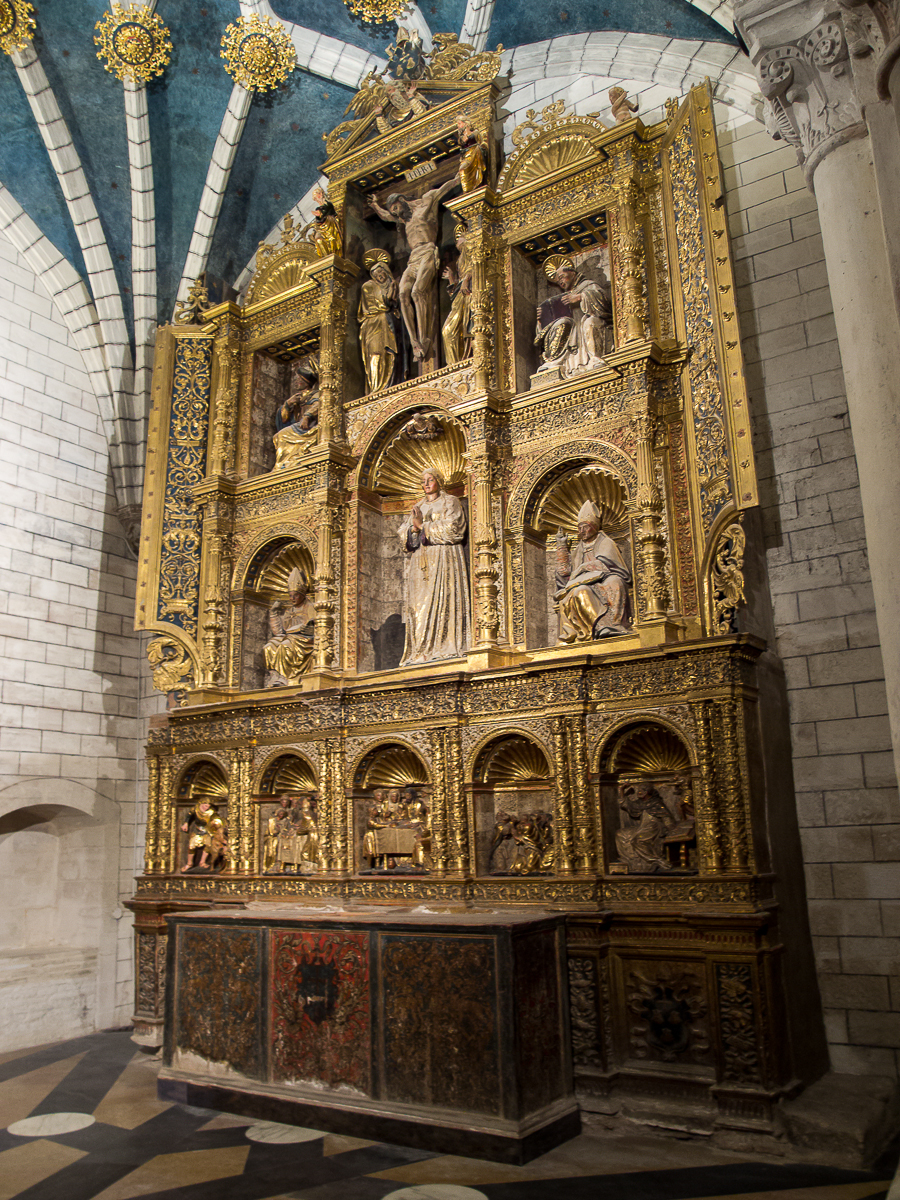
Retablo de la Concepción y el Crucifijo. Capilla de la Purísima de la Catedral de Tarazona.

Se le conocen trabajos desde 1520. Se casó en Zaragoza con Catalina de Heredia, con quien tuvo a su hijo Pedro en 1521. Fallecida esta, contrajo matrimonio con Catalina de San Juan en segundas nupcias diez años más tarde.
Por encargo del infanzón y comerciante Juan de Lasala Santa Fe, trabajó junto con Gil Morlanes el Joven, Gabriel Yoli y Juan de Salas en la traza y elaboración del retablo de la capilla de San Miguel de la catedral de Jaca entre 1521 y 1523.
En 1525 se le contrató con Juan Picart para la realización del retablo del Ecce Homo de la iglesia de San Felipe de Zaragoza. Al año siguiente se encuentra elaborando un nuevo retablo, esta vez para el desaparecido convento de Jesús de dicha ciudad.
En el año 1529 comienza a participar en la realización del Coro mayor de la Basílica del Pilar, comenzando por la labra de la decoración renacentista del armario del órgano.
Tras realizar numerosos retablos por todo Aragón —San Lorenzo de Zaragoza (1532), Iglesia parroquial de Híjar (1534), capilla de la Purísima o de los Conchillos de la Seo de Tarazona (1535), iglesias de Alquézar, Belchite y Bardallur (1536)—, elabora la caja del órgano de la parroquia de la Magdalena de Zaragoza (1538) y en 1539 el busto de Santa Ana de Tauste.
Continúa trabajando en retablos de numerosas iglesias de la capital aragonesa en la década de 1540 hasta que en 1544 fue contratado, junto con Esteban de Obray y Nicolás Lobato, para llevar a cabo la labra del majestuoso coro de la Basílica del Pilar, que no vería terminado. 
Murió en 1547 y sus restos fueron enterrados en la iglesia de San Francisco de Zaragoza.